# Парижки договор (1783)
Вижте пояснителната страница за други значения на Парижки мирен договор.
Парижкият мир (Версайският мир) е система от мирни договори, подписани във Версайския дворец в Париж при посредничеството на крал Луи XVI.
С тези договори де юре се слага край на войната между Великобритания от една страна и САЩ, Франция, Испания и Нидерландия – от друга.

## Предистория
- 30 ноември 1782 – предварителен договор между САЩ и Великобритания
- 20 януари 1783 – предварителен договор между Великобритания и Франция
- 2 септември – предварителен договор между Великобритания и Нидерландия (окончателният текст е сътласуван на 20 май 1784 г.)
- 3 септември – 3 поредни договора (между САЩ и Великобритания, между Британия и Франция и между Британия и Испания)

## Договор между САЩ и Великобритания
Този договор е ратифициран от Конгреса на Конфедерацията на 14 януари 1784 г. и от британския крал Джордж III – на 9 април 1784 г. Размяната на ратификационните грамоти е в Париж на 12 май 1784 г.
Договорът има 10 члена:
1. Великобритания признава на Тринайсетте колонии качествата суверенитет и независимост, т.е. признава ги за държава, като се отказва от всякакви претенции към управлението, територията и собствеността им;
2. Маркира се границата между държавите в Северна Америка;
3. САЩ получават право на риболов в плитчините на Нюфаундленд (Grand Banks of Newfoundland) и в залива Свети Лаврентий;
4. Признават се задължението за изплащане на законно възникналите дългове към кредиторите на всяка от страните;
5. Конгресът на Конфедерацията се задължава „убедително да препоръча“ на отделните щати да приемат решения за изплащането на компенсации за конфискуваната собственост на лоялистите;
6. САЩ се задължават да предотвратяват по-нататъшна конфискация на имуществото на лоялистите;
7. Освобождават се военнопленниците от двете страни, като британската армия се извежда от САЩ, въздържайки се от повреждане и унищожаване на американската собственост (включително негрите-роби);
8. Двете страни получават вечен достъп до Мисисипи;
9. Териториите, завладени от страните след подписването на предварителния договор от 30 ноември 1782 г., подлежат на връщане без компенсации;
10. Ратификацията на договора трябва да се извърши в рамките на 6 месеца от подписването му.

На практика някои части от споразумението не се изпълняват, като това за изплащане на парично обезщетение на лоялистите, а тяхната собственост продължава да конфискува от САЩ. Някои от щатите приемат решения да не бъдат парично обезщетявани британските поданици, а британската армия се изтегля с черните роби. .

## Други договори
Британия отстъпва на Франция Сенегал и Тобаго, а на Испания – Менорка и крайбрежна Флорида. Нидерландия отстъпва на Британия Негапатам в Индия и открива за британските съдове Малакския пролив.